# Industrie in Duitsland

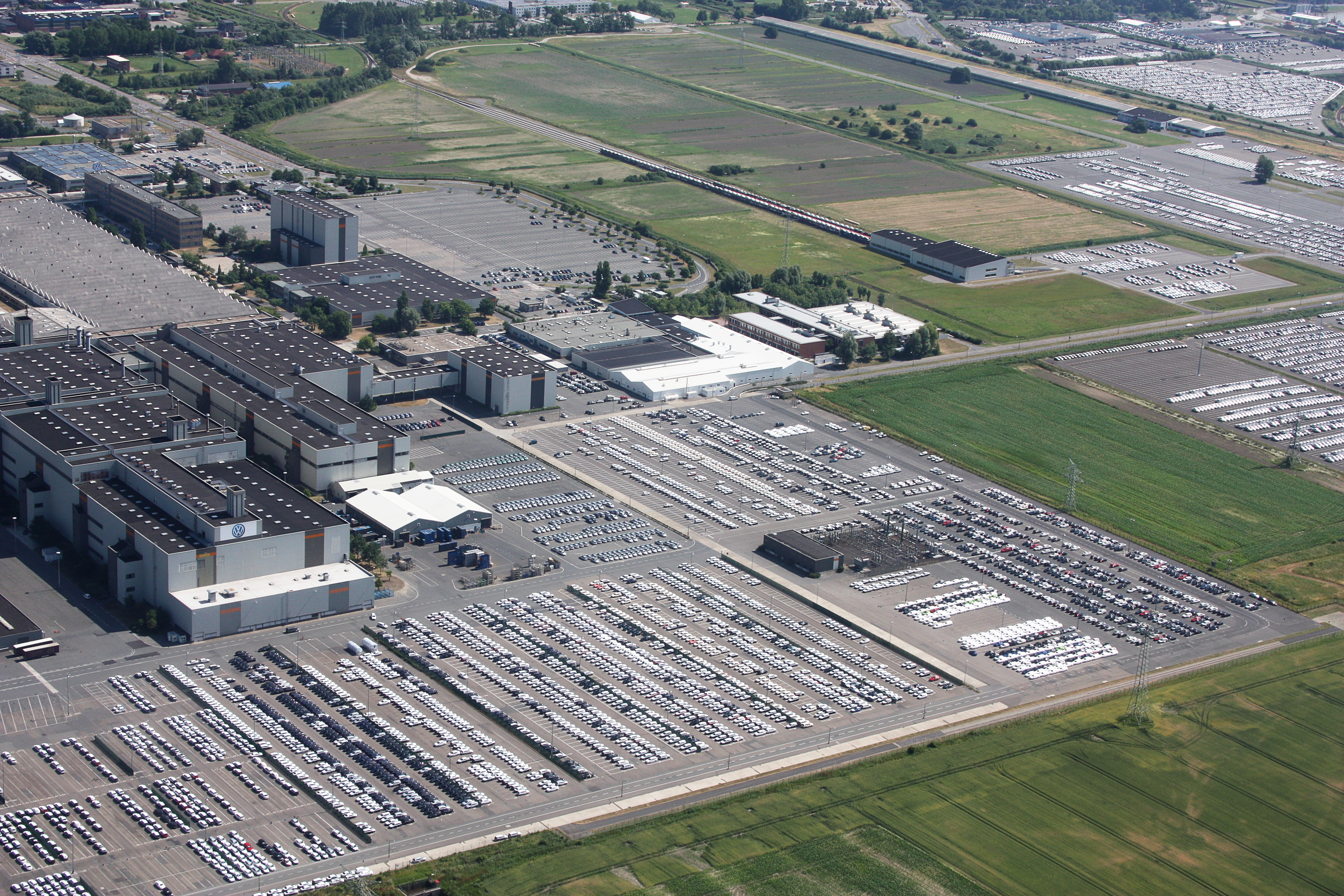
Volkswagenfabriek in Emden.

De industrie in Duitsland is de grootste van Europa gevolgd door de industrie van Frankrijk, het Verenigd Koninkrijk, en Italië.
Duitsland is een van 's werelds grootste en technologisch hoogst ontwikkelde producenten van ijzer, staal, kolen, cement, chemicaliën, machines, voertuigen, machineonderdelen, elektronica, voedingsproducten en textielproducten.

## Geschiedenis

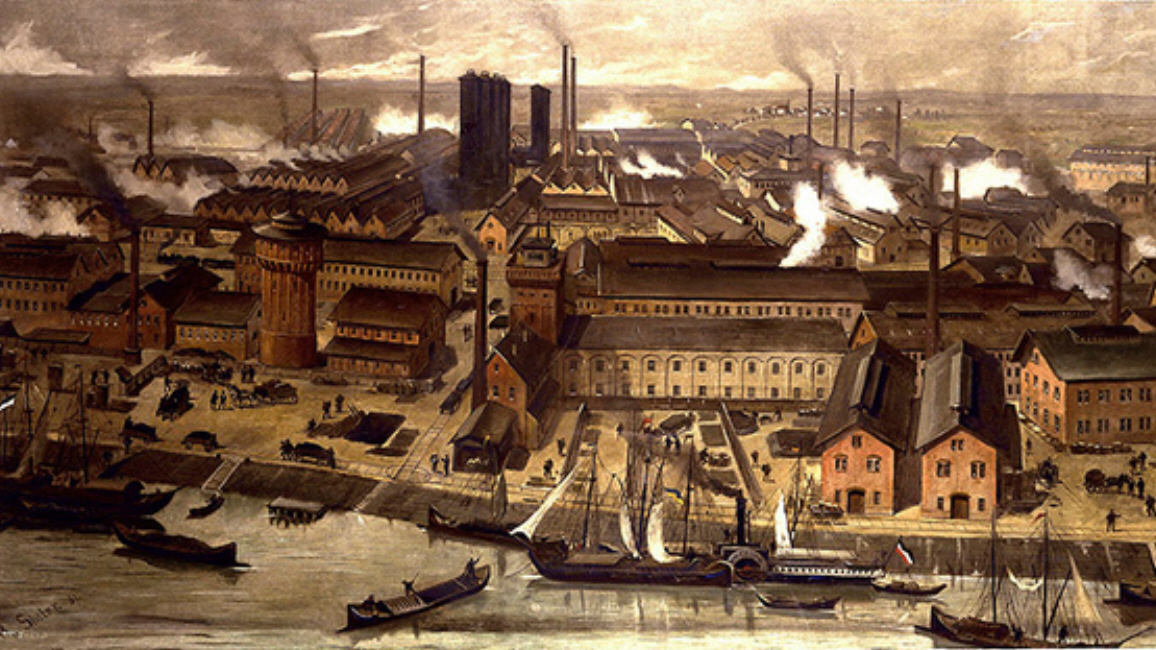
BASF in Ludwigshafen, 1881

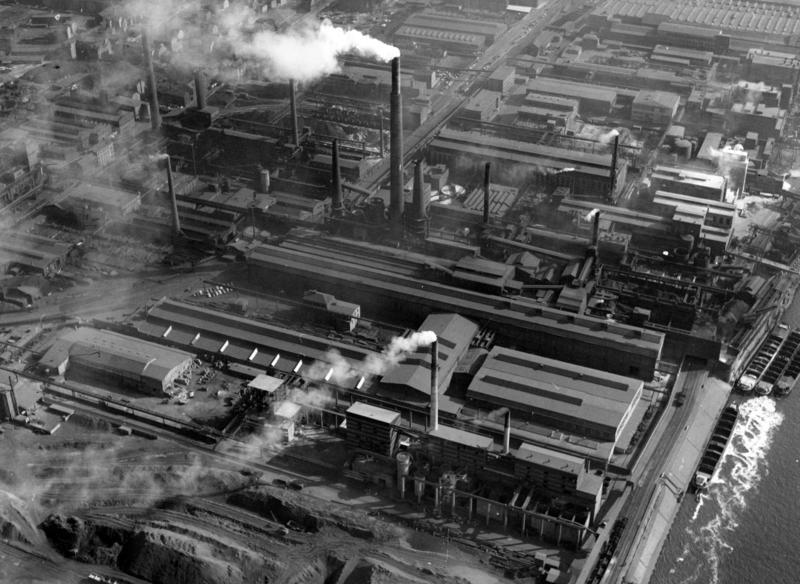
Krupp in Essen, 1961

In de tijd van de Industriële revolutie groeide het Ruhrgebied uit tot een van de grootste industriegebieden in Europa. Het Ruhrgebied als industriële zone dateert uit medio 19e eeuw, eerder later. Daarvoor was het een gewone plattelandsregio met de daarbij horende kenmerken. Sinds de Middeleeuwen werd er steenkool gedolven. De ontwikkeling van de stoommachine maakte het mogelijk om op grootschalige wijze de aanwezige steenkool te delven. Gecombineerd met ijzererts uit de nabije regio, maakte dit het Ruhrgebied aantrekkelijk voor de vestiging van staalindustrie.
Tijdens de Tweede Wereldoorlog was het gebied, naast Silezië, het hart van de Duitse industriële oorlogsproductie en het werd daarom zeer vaak gebombardeerd. In 1945 werd het Ruhrgebied door Amerikaanse en Britse troepen omsingeld en na hevige strijd ingenomen. De industrie lag volkomen in puin.
Na de Tweede Wereldoorlog werd het Ruhrgebied snel weer opgebouwd. In 1956, het hoogtepunt van de mijnbouw, werkten er bijna 500.000 mensen in de mijnbouw. Ten tijde van het Wirtschaftswunder werden de industrieën opnieuw opgebouwd en werd er hypermodern geproduceerd. Ook kwamen er andere industrietakken bij zoals machinebouw en elektronica.
Na de kolencrisis volgde in 1974 de staalcrisis. Door de daling van de wereldwijde vraag naar staal, als gevolg van de oliecrisis, daalde de staalproductie met een derde. Het verlies aan banen in de kolen- en staalindustrie kon slechts ten dele worden opgevangen door een groei van banen in de dienstensector.

## Geografie
De grootste stad van Noord-Duitsland is Hamburg met 1,7 miljoen inwoners; het is ook een belangrijk industrieel centrum en heeft een belangrijke haven. In mindere mate geldt hetzelfde voor Bremen en Kiel.
In het westen van Duitsland langs de noordelijke rand van de Rijnvallei liggen de grootste industriële gebieden van Duitsland, waaronder het Ruhrgebied, dat wél door grote werkloosheid wordt geteisterd. In het globaal was bijna iedereen werkloos.
In het oosten van Duitsland zijn de industriële centra gevestigd dicht bij de Elbe-rivier en zijn zijrivieren. De belangrijkste steden zijn hier Leipzig, Dresden, Chemnitz, Halle en Erfurt.
In het zuiden liggen de twee grote deelstaten Beieren en Baden-Württemberg. München, de Beierse hoofdstad, is de grootse stad in het zuiden met 1,3 miljoen inwoners en een belangrijk economisch en cultureel centrum. Stuttgart is de hoofdstad van Baden-Württemberg. In het algemeen is het zuiden, mede door zijn industriële productie, het rijkste gedeelte van Duitsland.

## Import en export
- Export $1,121 biljoen (2009)
- Export van goederen: machines en machine-onderdelen, transportvoertuigen, chemicaliën, metalen en gebruiksgoederen, voedingsmiddelen, textielproducten
- Uitvoerlanden: Frankrijk 10,2%,  Verenigde Staten 6,7%,  Nederland 6,7%,  Verenigd Koninkrijk 6,6%,  Italië 6,3%,  Oostenrijk 6%,  China 4,5%,  Zwitserland 4,4% (2009)
- Invoer $931,3 miljard (2009)
- Import - handelswaar: machines en machine-onderdelen, voertuigen, chemicaliën, voedingsmiddelen, textielproducten, metalen
- Importpartners: Nederland 8,5%,  China 8,2%,  Frankrijk 8,2%,  Verenigde Staten 5,9%,  Italië 5,9%,  Verenigd Koninkrijk 4,9%,  België 4,3%,  Oostenrijk 4,3%,  Zwitserland 4,2% (2009)